# Tagish
Les Tagish ou Tagish Khwáan (en tagish : Tā̀gish kotʼīnèʼ ; en tlingit : Taagish ḵwáan) constituent un peuple autochtone du Canada, dont la majorité des membres se trouvent au Yukon. Ils font partie du groupe ethnolinguistique de langue athapascane. Les Tagish se sont, au fil du temps, fortement mariés avec les Tlingits de la côte et la langue tagish s'est éteinte en 2008. Historiquement établis à proximité des lacs Tagish et Marsh, les Tagish vivent aujourd'hui principalement à Carcross ou à Whitehorse et sont membres de la Première nation Carcross/Tagish ou de la Première nation Kwanlin Dün.
Des membres du peuple tagish ont fait la découverte d'or qui a éventuellement mené à la ruée vers l'or du Klondike, soit Keish, Shaaw Tláa et Káa Goox. 

## Origine du nom
Le nom tagish fait également référence à la langue tagish, une langue athapascane parlée par les ancêtres de ce peuple.
Tagish signifie « la glace printanière se brise » et a également donné son nom au lac Tagish.